# Strafschop

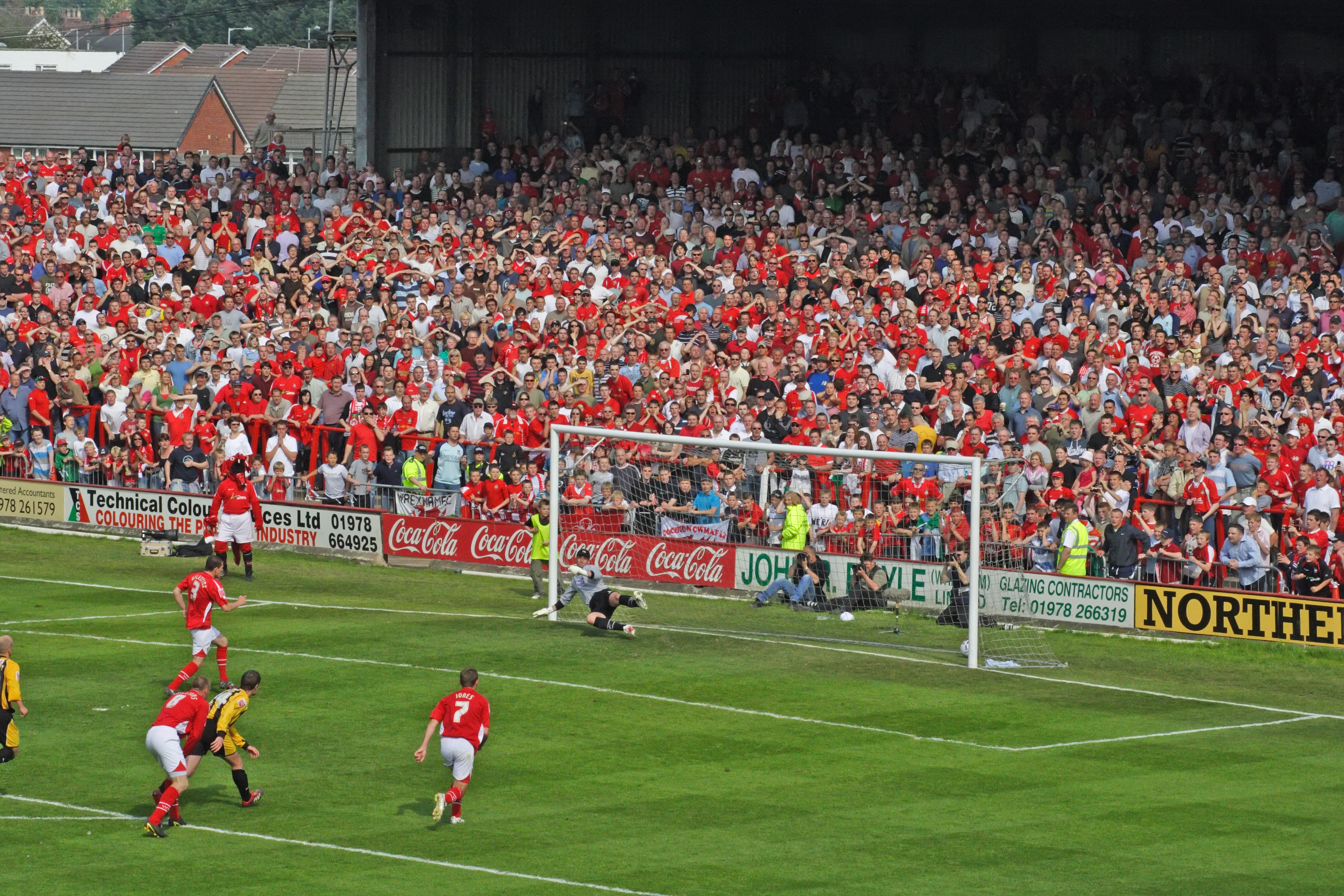
Een strafschop genomen door Ryan Valentine

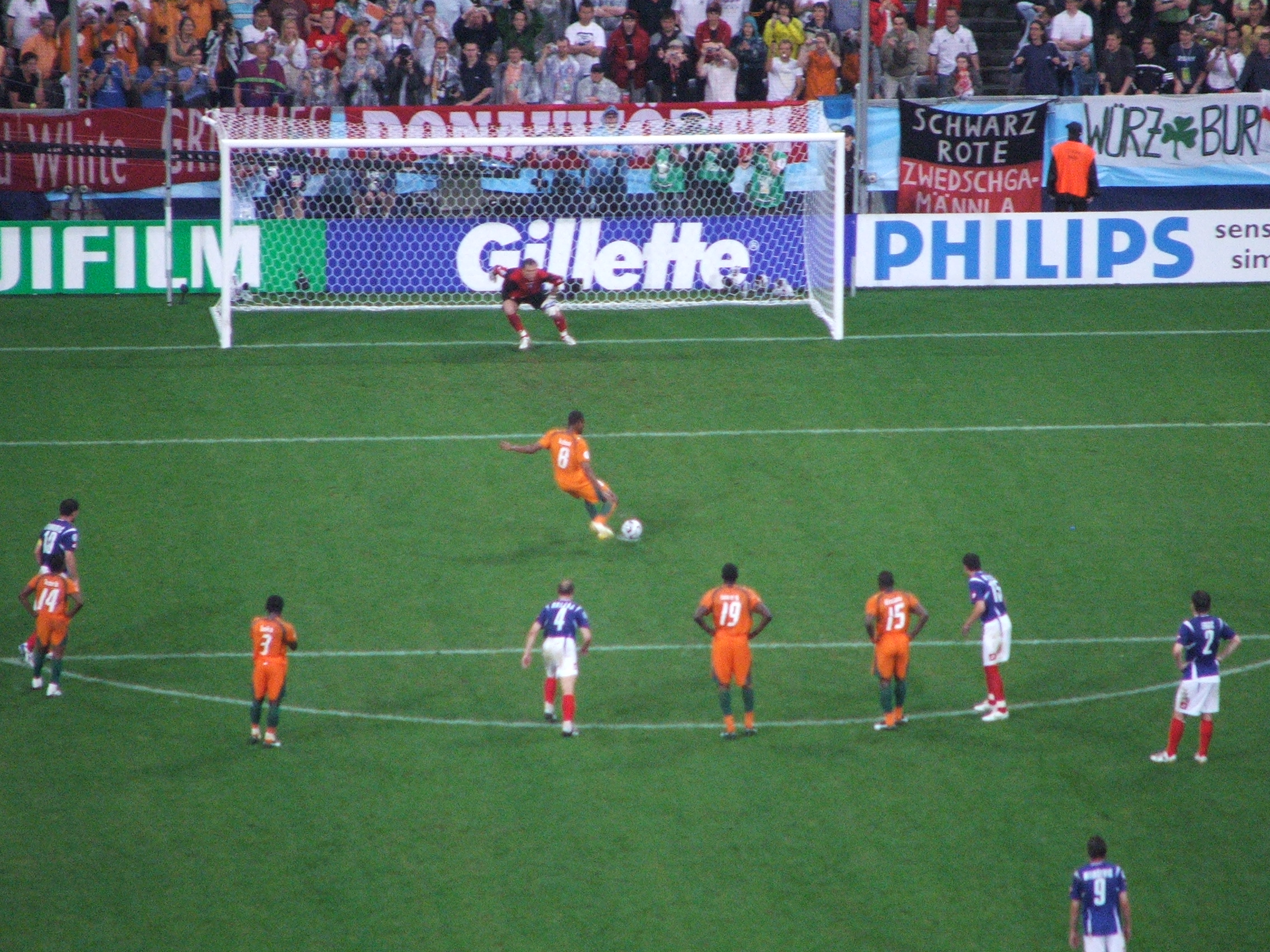
Een strafschop tijdens Ivoorkust - Servië en Montenegro

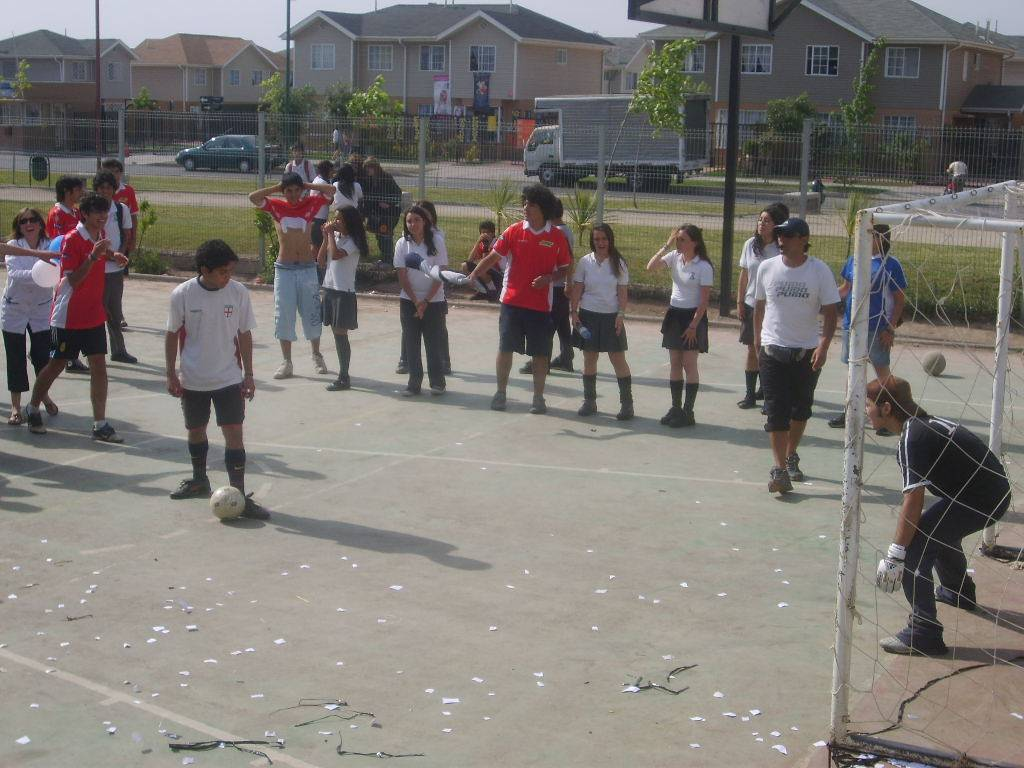
Een strafschop tijdens een wedstrijd straatvoetbal

Een strafschop, penalty, penantie, pingel of elfmeter is een strafmaatregel die tijdens een voetbalwedstrijd kan worden getroffen door de scheidsrechter. Uit een strafschop kan rechtstreeks worden gescoord. 
Behalve als straf worden strafschoppen tijdens knock-outwedstrijden ook toegepast om een gelijkspel te beslissen: de strafschoppenserie.

## Geschiedenis
De strafschop is in 1890 bedacht door de Ierse doelman William McCrum. In die tijd werd voor een overtreding dicht bij het doel vaak een vrije trap gegeven waarbij de verdedigende ploeg dan in zijn geheel op de doellijn mocht gaan staan, waardoor scoren erg moeilijk was. Dit leende zich uiteraard voor misbruik door de verdedigende partij, die hiermee een aanval konden afstoppen door opzettelijk overtredingen te begaan.
De strafschop werd ingevoerd in 1891, 25 jaar na de invoering van de buitenspelregel. Het idee van McCrum werd later door de Britse voetbalbond overgenomen en op 6 juni 1891 viel de eerste strafschop in de geschiedenis in de wedstrijd Airdrieonians Airdriehill-Royal Albert. Men kende nog geen strafschopstip en de strafschoppen mochten worden genomen vanaf een willekeurig punt op twaalf yards afstand van de doellijn. Strafschoppen konden toen gegeven worden als de overtreding binnen die 11 meter van het doel gemaakt was, daarbuiten bleven overtredingen met vrije trappen bestraft worden.
Enkele maanden later werd de regel ook in het Nederlandse voetbal ingevoerd en op 8 november 1891 mocht speler Pim Mulier van de Haarlemsche Football Club (HFC) de eerste Nederlandse strafschop nemen in de wedstrijd tegen de Haagsche Voetbal Vereniging (HVV). Deze strafschop miste het doel.
Het duurde nog tot 3 april 1892 voordat Jan Kan van de Rotterdamsche C. en V.V. de eerste rake strafschop wist te maken.
In 1902 werd het strafschopgebied ingevoerd en sindsdien worden voor overtredingen die binnen heel deze 16-meterzone worden gepleegd, een strafschop gegeven.
In 1970 introduceerde de FIFA een strafschoppenserie voor wanneer een wedstrijd na verlenging op een gelijkspel is geëindigd. Daarvoor werd een winnaar vaak via loting bepaald.

## Beschrijving
De maatregel houdt bij voetbal in dat een speler de bal vanaf de strafschopstip mag schieten, zonder dat er een verdediger tussen hem en het doel staat. Wel staat er ter verdediging een doelman in het doel.
Als straf wordt een strafschop toegekend tegen de partij die, met de bal in het spel, binnen het eigen strafschopgebied een overtreding begaat waarvoor buiten dat gebied een directe vrije schop zou zijn toegekend. De strafschop wordt gezien als een mogelijkheid met een grotere waarschijnlijkheid om te scoren dan een vrije schop.

## Uitvoering
De bal wordt op de stip gelegd (11 meter van het doel; om precies te zijn: 12 yards, 10,97 meter) en alleen de strafschopnemer mag in de buurt staan. Alle andere spelers moeten zich buiten het strafschopgebied bevinden, op een afstand van minimaal 9,15 meter (10 yards). Deze afstand wordt aangegeven met een cirkelboog voor het strafschopgebied. De doelman moet op de doellijn staan en tussen de doelpalen, met zijn gezicht naar de strafschopnemer, en mag de lijn pas verlaten als de bal aangeraakt is.
Als de bal via de doelman terugkomt in het veld mogen alle spelers van de tegenpartij proberen te scoren. Met één uitzondering geldt dat ook als de bal via de paal of lat, of (in een theoretisch geval) via de hoekvlag, scheids- of grensrechter terugkomt in het veld: de schutter mag dan de bal niet aanraken, immers, een speler mag de bal bij een vrije trap niet tweemaal achtereen spelen zonder dat er een andere speler contact heeft gehad met de bal. Als de doelman de bal vangt, of de bal wordt naast geschoten, mag hij de bal uitnemen. De nemer van de strafschop mag zijn aanloop niet onderbreken. Na het nemen van de strafschop wordt direct het spel hervat. Dat wil zeggen dat alle spelers de bal direct mogen spelen, mits deze in het veld blijft. De wedstrijd moet worden verlengd voor een strafschop die wordt genomen aan het einde van een helft of aan het einde van een verlenging.

## Strafschoppenserie
Bij wedstrijden van een knock-outsysteem wordt bij een gelijkspel (als zowel de eerste twee helften als de twee verlengingen onbeslist zijn) de wedstrijd beslist door een strafschoppenserie, ook wel strafschoppenreeks of penaltyserie genoemd. Dit gebeurt door het om en om nemen van vijf strafschoppen door elke partij. Er wordt geloot wie mag beginnen. Is na het nemen van vijf strafschoppen de uitkomst onbeslist, dan wordt er om en om door de spelers die niet bij de eerste vijf nemers zitten een enkele strafschop genomen om te bepalen wie wint. Met andere woorden: de zesde strafschop kan dan de beslissing brengen. Als alle effectieve spelers een strafschop hebben genomen en er nog geen beslissing is gevallen, begint de eerste strafschopnemer opnieuw. De wedstrijd is in dat geval beslist als het ene team mist en het andere team raak schiet. Het team dat raak schiet heeft dan gewonnen.
In tegenstelling tot een gewone strafschop is bij een strafschoppenserie na elke genomen strafschop het spel dood. Er mag dus niet bij een van de keeper terugkaatsende bal een tweede poging 'in de rebound' worden ingeschoten.

### Lange series
Minstens sinds 2005 zijn er series bekend die als record in de boeken gingen:
- 2005 — Bekertoernooi van Namibië: KK Palace en Civics hadden 48 pogingen nodig voor een beslissing. KK Palace won de serie met 17–16. (Opgenomen in het Guinness Book of Records.)[3]
- 2007 — Halve finale van het Europees kampioenschap voetbal onder 21 - 2007, langste serie tijdens een internationaal toernooi:  Jong Oranje en Jong Engeland moesten er in totaal 32 nemen voor een beslissing: 13–12 voor Jong Oranje.
- 2022 — Armstrong Memorial Cup, een vriendschappelijk toernooi in de Northern Football League, een Engelse regionale competitie. Washington F.C. won met 25–24 van Bedlington Terriers na een serie na 54 pogingen, net voor de lichtinstallatie automatisch uitschakelde voor de nacht.[4] (Niet geregistreerd in het Guinness Book of Records.)
- 2024 — Liga Alef zuid, play-off halve finale voor promotie naar het tweede niveau van Israël. Sportclub Dimona won met 23–22 van Shimshon Tel Aviv na 56 pogingen.[5] (Aangemeld voor het Guinness Book of Records.)[3]
- 2024 — Derde voorronde UEFA Europa League, winnaar naar play-offs. Langste serie waarbij een Nederlandse ploeg deel van uitmaakte met 34 pogingen. Op donderdag 15 augustus was de tweede wedstrijd van het tweeluik tussen Panathinaikos FC en Ajax. De eerste wedstrijd, op 8 augustus in Griekenland, was geëindigd in 0-1 voor Ajax. De return in Amsterdam werd gewonnen door de Grieken, door een doelpunt in de 89ste minuut. In de verlenging werd er niet meer gescoord, waardoor penalty's de beslissing moesten brengen. Ajax doelman Remko Pasveer pakte direct de eerste penalty. Ajacied Brian Brobbey kon als vijfde en laatste strafschopnemer van Ajax ervoor zorgen dat de Amsterdammers naar de play-offs zouden gaan. Zijn schot werd echter tegengehouden door de Griekse keeper. Hierna werden aan beide kanten meerdere keren gemist. Pasveer wist er uiteindelijk vijf tegen te houden en doordat Anton Gaaei de 34ste penalty raak schoot, ging Ajax door naar de play-offs door de strafschoppenserie met 13-12 te winnen.

## Bijzondere strafschoppen
- De Panenka-strafschop: voor het eerst uitgevoerd door Antonín Panenka in 1976. Het betreft een stiftje, vaak gericht naar het midden, waarbij de bal tergend traag in het doel verdwijnt.[6]
- De strafschop in drieën, met twee spelers: het best bekend als de één-twee tussen Johan Cruijff en Jesper Olsen in de wedstrijd tussen Ajax en Helmond Sport op 5 december 1982 (5–0 eindstand, tweede doelpunt). Rik Coppens en André Piters hadden deze variant echter al in 1957 toegepast in een interland tegen IJsland.[7][8][9][10]
- De Ezequinha: de speler pretendeert met het ene been te schieten, maar schiet uiteindelijk niet met dit been maar met zijn andere been.